# Бранко Милисављевић
Бранко Милисављевић (Ужице, 21. јул 1976) бивши је српски кошаркаш, а садашњи кошаркашки тренер који тренутно ради у млађим категоријама Партизана.

## Каријера
Каријеру је почео у Првом Партизану из родног Ужица, а наставио у београдском Радничким. Праву афирмацију стиче у дресу Борца из Чачка за који је наступао четири сезоне и био најбољи стрелац ЈУБА лиге у сезони 1999/00. Током сезоне 2000/01. играо је и за Партизан. У иностранству је променио доста клубова, а највише се задржао у Грчкој и Француској где је променио по три клуба.

## Тренерска каријера
Тренерску каријеру је почео у београдском Радничком, потом је лета 2017. преузео швајцарског прволигаша Монте. У јануару 2019. је почео да ради у млађим категоријама Мега Бемакса, а у јуну 2019. је преузео место главног тренера ОКК Београда. Као тренер ОКК Београда, Милисављевић је у сезони 2019/20. у Кошаркашкој лиги Србије стигао до скора од девет победа и седамнаест пораза. Након завршетка ове сезоне је напустио клуб. Од лета 2021. је почео да ради као помоћни тренер Небојши Богавцу у екипи Подгорице. Дана 30. јула 2025. године Милисављевић се на позив директора млађих категорија Партизана Миленка Тепића вратио у клуб из Хумске за који је својевремено наступао као играч да би преузео место тренера комбиноване селекције јуниора и кадета.

## Успеси

### Индивидуални
- Најбољи стрелац Првенства СРЈ (1): 1999/00.
- Учесник Ол-стар утакмице Првенства СРЈ (1): 2000.